# Binselberg (Odenwald)
Der Binselberg, auf alten Urkunden ursprünglich Bynczelberg, ist ein heute nahezu komplett bewaldeter Berg am nördlichen Rand des Odenwalds auf 359 m ü. NHN im östlichen Teil des Landkreises Darmstadt-Dieburg in Südhessen.

## Lage

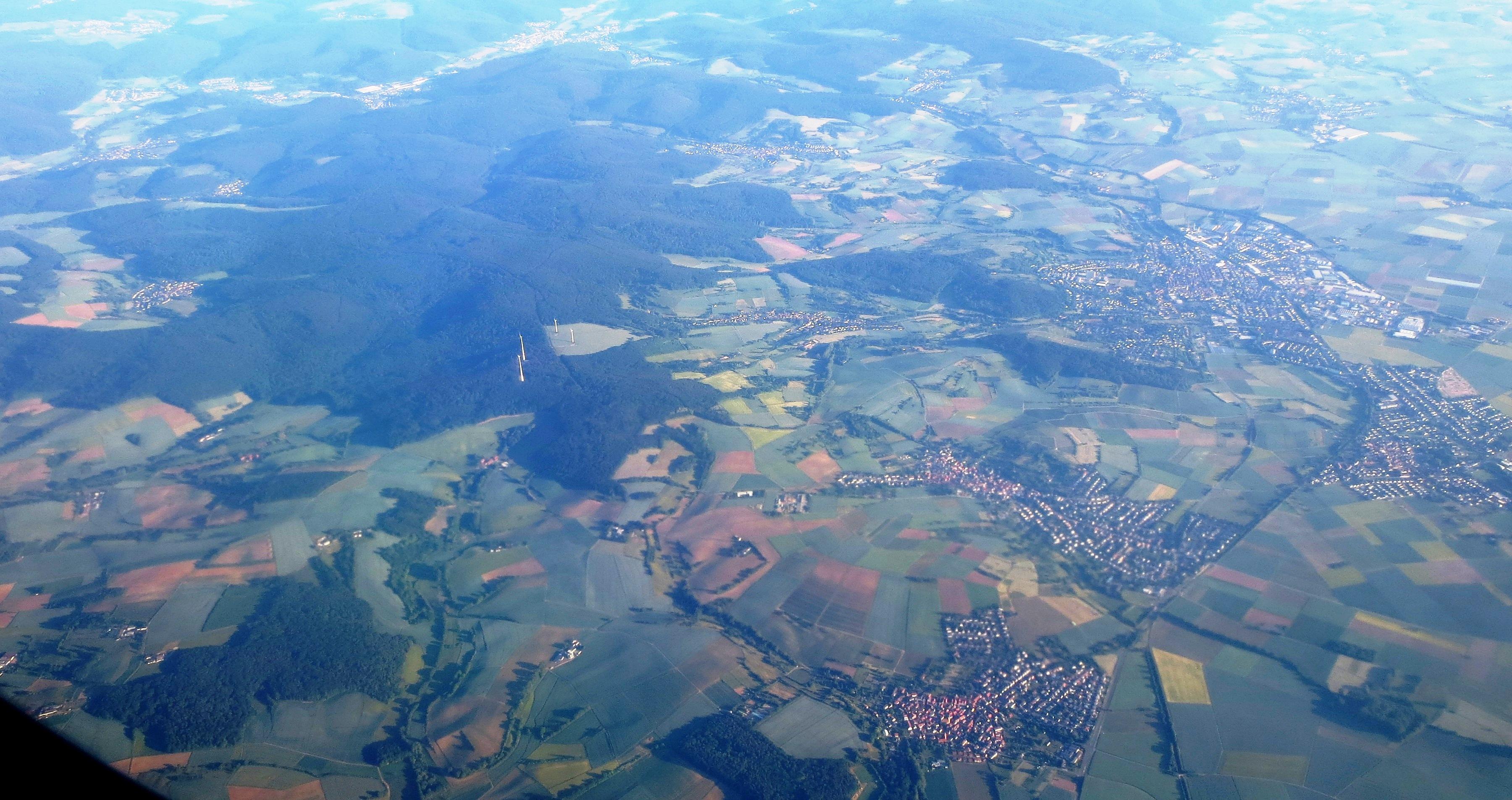
Luftbild: Links der Bildmitte der Binselberg von den vier Windrädern eingerahmt, oben ist hier Süden

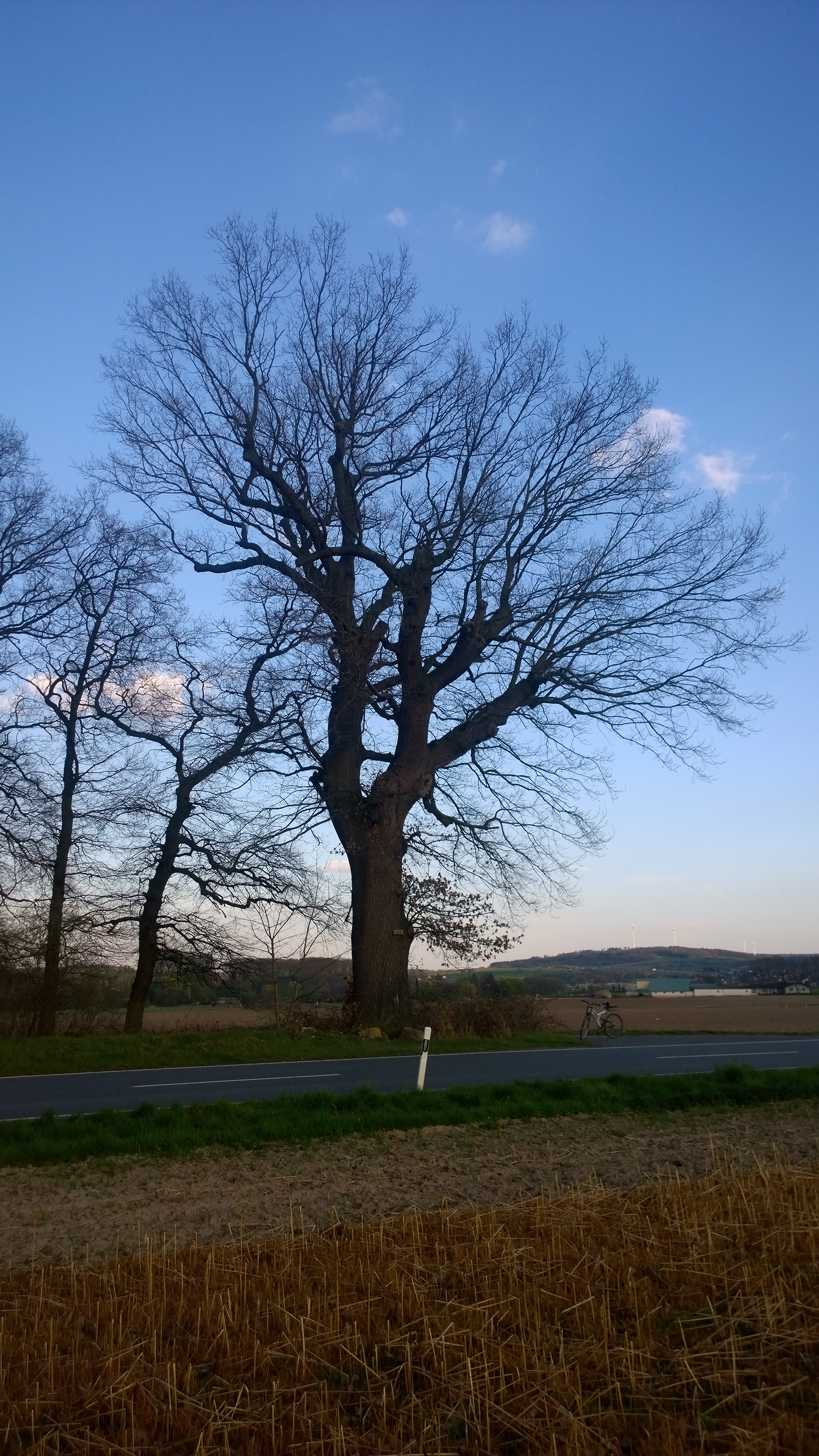
Blick von der L3095 zwischen Altheim und Richen am Naturdenkmal Zigeunereiche vorbei auf den Binselberg.

Der Binselberg liegt gut fünf Kilometer östlich von Groß-Umstadt auf Klein-Umstädter Gemarkung. Sein Ostabfall auf Radheimer Gemarkung. Auf dem Rücken des plateauartigen Berges befindet sich nördlich (neuere Anlagen) und westlich (ältere Anlagen) der Windpark Binselberg mit mehreren Windkraftanlagen. Der hier auslaufende Sandstein-Odenwald (Odenwälder Buntsandstein) geht vom Binselberg nach Norden in die Hanau-Seligenstädter Senke (Hanauer Becken oder auch Östliche Untermainebene) über. Die oft fälschlich als Binselberg angesehene Oberhöhe ist ein etwa 338 m hoher Sporn am nordnordwestlichen Ende (49° 52′ 57″ N, 8° 58′ 23″ O), wenige Meter nördlich des Auftreffens der Kreisstraße K101 auf die Kreisstraße K105 mit einer kleinen Grill- und Freizeitanlage.

## Gewässer
Im Uhrzeigersinn entspringt nach Norden der Kleestädter Bach Richtung Kleestadt und der Länderbach Richtung Schlierbach (beide sich später vereinigend und über den Ohlebach in die Gersprenz entwässernd), nach Osten in mehreren Quellbächen der hier Pflaumbach genannte Welzbach, der direkt in den Main mündet. Hinter der Umstädter Erhebung Alte Höhe entspringt der sich nach kurzer Zeit mit dem ebenfalls hier quellenden Ohlebach vereinigende Heubach ins Heubacher Tal (Gersprenz), nach Südwesten die Wasser des Wächtersbaches und nach Westen der Raibach, der sich nach kurzer Zeit mit dem von Nordwesten zufließenden Ohlbach vereinigt, ins Raibacher Tal fließt und in der Kernstadt in den Ohlebach einmündet. Nordwestlich entspringt der Amorbach, der über Klein-Umstadt abfließend, bei Harpertshausen ebenfalls in den Ohlebach mündet. Dieser geht bei Babenhausen in die Gersprenz auf, so dass alle abfließenden Bäche am Ende dem Main zufließen.
Der Binselberg wird als östliches Ende der westlichen Odenwälder Wasserscheide angesehen, die vom Heiligenberg über Weißer Stein, den Waldskopf, die Tromm, den Morsberg und den Böllsteiner Odenwald nach Nordosten zieht und den Neckar vom Rhein-Main-Gebiet schneidet.

## Windpark Binselberg
Auf dem Binselberg befindet sich ein aus (Stand 2021) vier Windkraftanlagen bestehender Windpark. 1999 wurden ca. 200 Meter südwestlich des Plateaus auf dem Feld Richtung Raibach und mit Blick bis zur Veste Otzberg zwei 97 Meter hohen Fuhrländer FL 1000 mit jeweils 1 MW Nennleistung in Betrieb genommen, die in einem durchschnittlichen Windjahr zusammen 2,9 Mio. kWh Strom erzeugen. Zum Jahreswechsel 2010/2011 wurden diese beiden Anlagen um zwei jeweils 2 MW leistende Enercon E-82, die direkt auf dem Gipfelplateau stehen, ergänzt. Diese beiden Windkraftanlagen, die über eine Nabenhöhe von 138 Meter, einen Rotordurchmesser von 82 Meter verfügen und somit bis zur Rotorspitze 179 Meter hoch sind, werden von der ENTEGA Windpark Binselberg GmbH & Co. KG betrieben und erzeugen pro Jahr ca. 10,5 Mio. kWh elektrische Energie, entsprechend dem Stromverbrauch von etwa 3500 Haushalten.

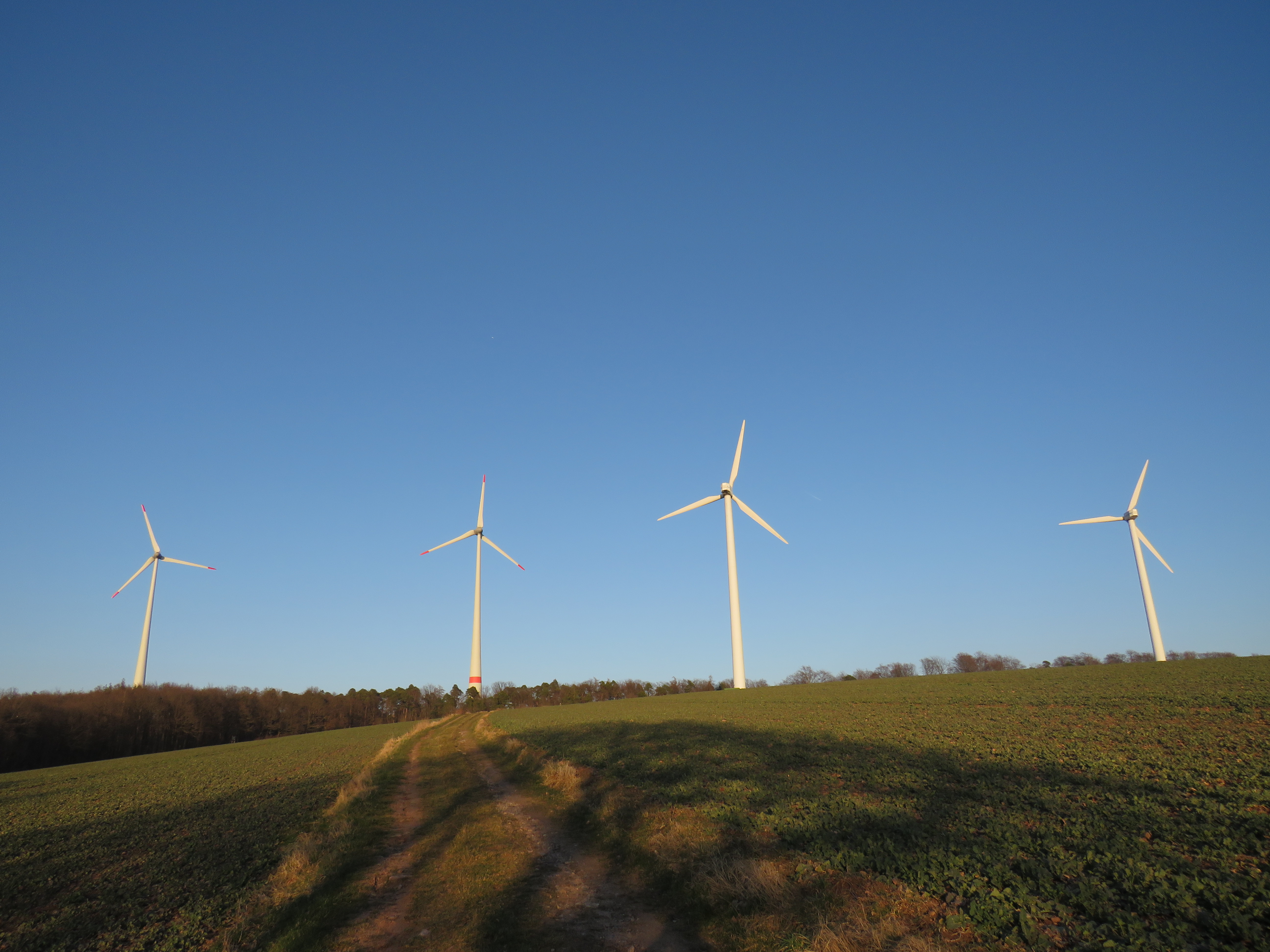
Gesamtansicht aller vier Anlagen
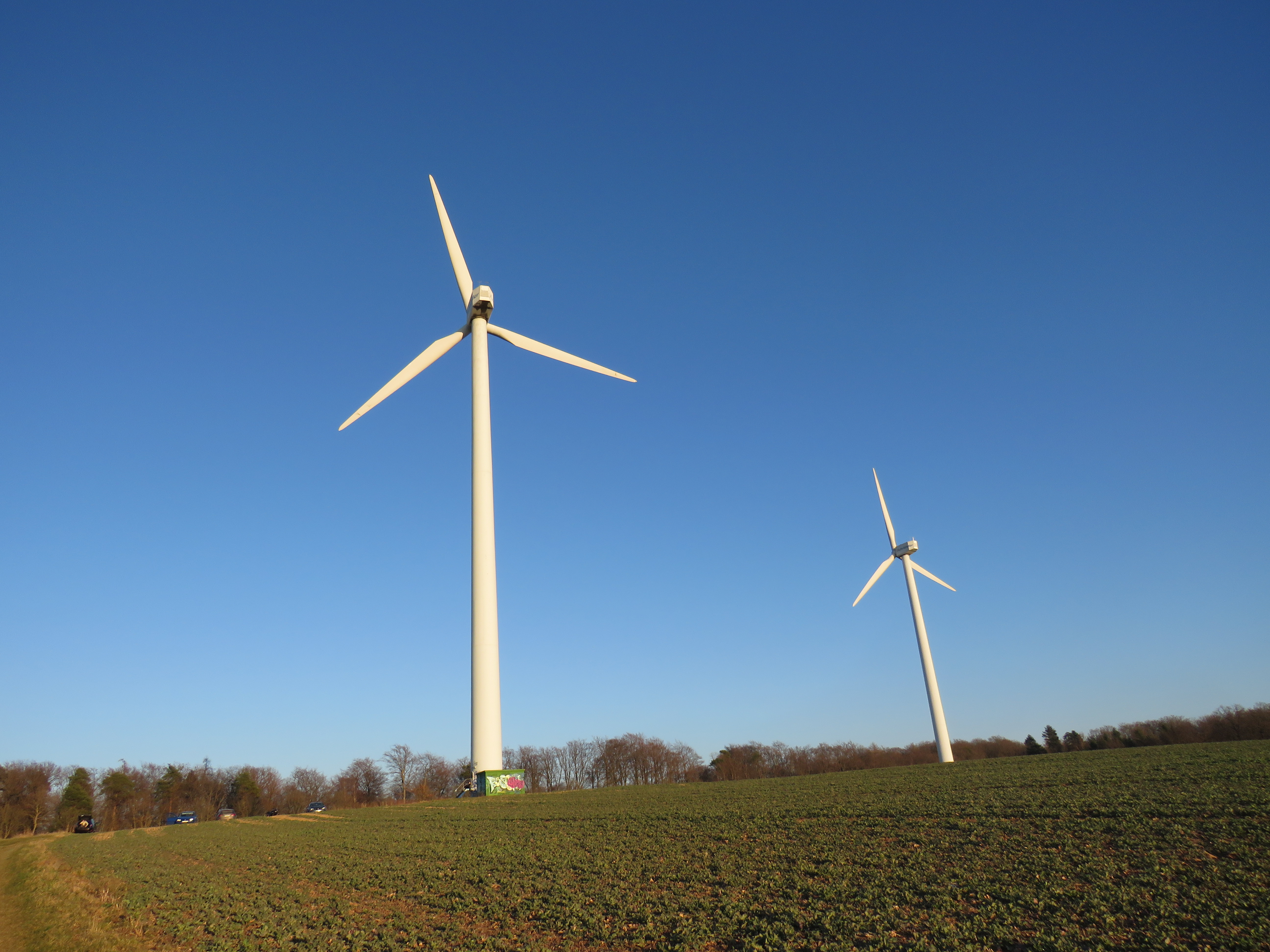
Die 1999 errichteten Fuhrländer-Anlagen
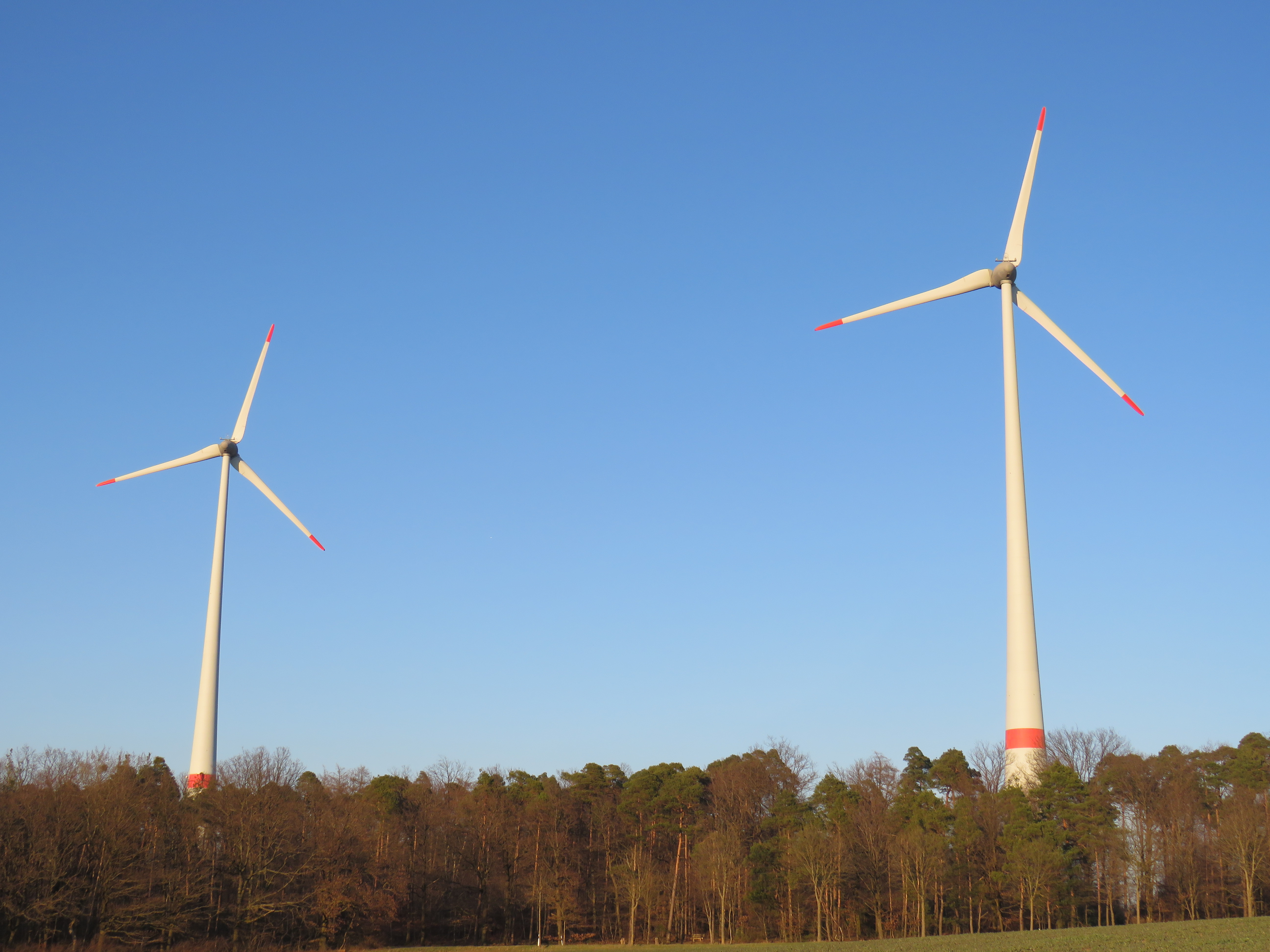
Die 2010 errichteten Enercon-Anlagen
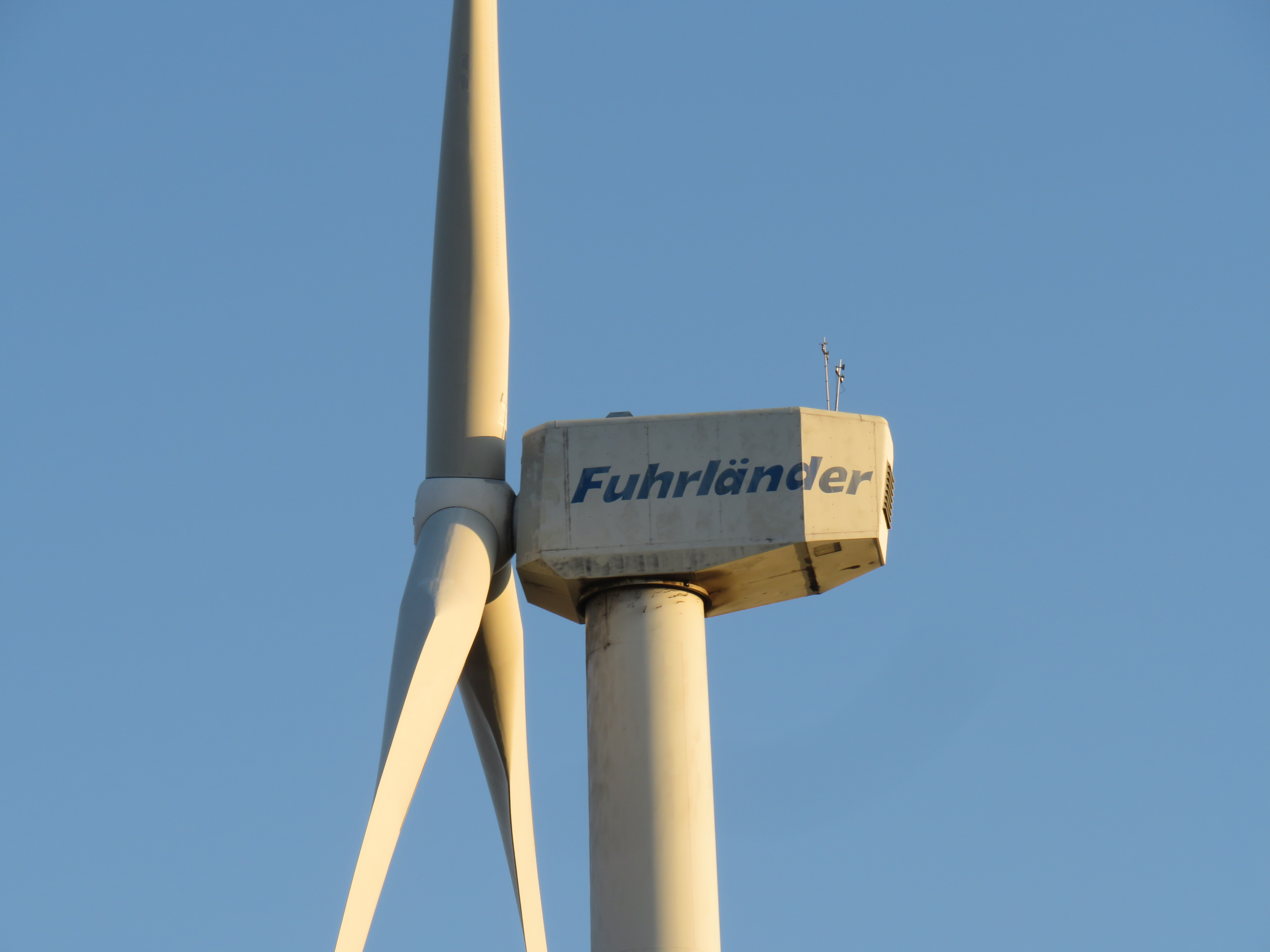
Nahaufnahme der Gondel einer der Fuhrländer-Anlagen

## Besonderheiten
Nördlich der sehr flachen Kuppe liegen mehrere, heute kaum mehr sichtbare Hügelgräber der Bronzezeit. Ende des 19. Jahrhunderts wurden beim Bau der Straße Richtung Radheim römische Brandgräber freigelegt, die nicht erhalten sind. Über den Binselberg nach Süden verläuft der Altweg der Hohen Straße, im Ausgang des Mittelalters dann Breuberger Straße genannt, über einen Höhenrücken in den Odenwald bis zur Burg Breuberg fort. Am südöstlichen Rand befinden sich die aufgelassenen Reste des alten Klein-Umstädter Sandsteinbruches. Nördlich und nordwestlich des in die Dieburger Bucht auslaufenden Binselberges wurde im 18. und 19. Jahrhundert Baryt in Schwerspatgruben abgebaut, das zwei Drittel der Förderung im Raum Odenwald ausmachte (siehe dazu: Schwerspatbergbau in Klein-Umstadt). Zwei ehemalige, heute verschlossene, Mundlöcher sind noch im Bergbereich sichtbar (vergleiche die Liste von Bergwerken im nördlichen Odenwald).
Die Landesstraße L3413 aus Richtung Raibach quert südlich über Dorndiel ins bayerische Mömlingen. Die nördlich vorbeiführende Kreisstraße aus Klein-Umstadt nach Radheim (K 105) ist über eine Verbindungsstraße (K 101), die die Windräder trennt, mit der Landesstraße verbunden. Nordöstlich über einen ins Mainvorland auslaufenden Höhenrücken Richtung Schaafheim befindet sich ein zweiter kleiner Bergrücken der auf älteren Karten den gleichen Namen trug und auf dem sich der Wartturm der Bachgauer Landwehr befindet.

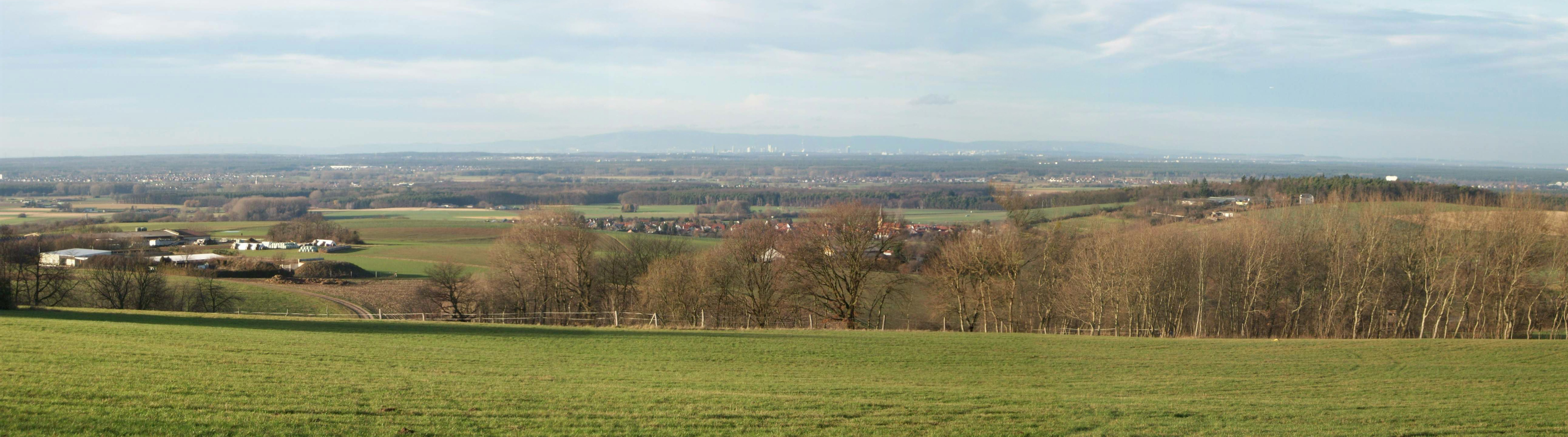
Panorama der Untermainebene von den nördlichen Ausläufern des Binselberges mit Blick über Kleestadt in die östliche Dieburger Bucht (Gersprenzniederung) bis Frankfurt und Hanau, begrenzt am Horizont vom Taunus